# Hokurikudō
Hokurikudō (北陆道) era una antiga regió del Japó situada a la riba nord-occidental de Honshu i el seu nom significa literalment «El camí de la terra del Nord». També es refereix a una sèrie de camins que connectaven amb les capitals (国府, kokufu) de cada província integrant de la regió.
Quan es va establir el sistema Gokishichidō després de les reformes Taika Hokurikudō només consistia en dues províncies: Wakas i Koshi. Durant el regnat de l'Emperador Tenmu, Koshi va ser dividit en tres regions: Echizen, Etchū i Echigo, a més que l'illa Sado va ser afegida com una cinquena província. Posteriorment Noto i Kaga van ser deslligades de Echizen formant set províncies en total.